# Anna Melanchthon
Anna Melanchthon, verheiratete Anna Sabinus (* 24. August 1522 in Wittenberg; † 27. Februar 1547 in Königsberg (Preußen)), war die älteste Tochter des Reformators Philipp Melanchthon und dessen Ehefrau Katharina Melanchthon, geborene Krapp.
Anna wurde als erstes der vier Kinder des Ehepaars Melanchthon geboren. Melanchthon sah sie als sein Lieblingskind an und unterrichtete sie in Latein. 1534, also mit gerade einmal zwölf Jahren, verlobte sie sich auf Anregung ihres Vaters mit dessen Schüler Georg Sabinus; am 6. November 1536 fand in Wittenberg die Hochzeit statt. Das Ehepaar zog zunächst an den kurfürstlichen Hof in Mainz und 1538 nach Frankfurt (Oder), wo Sabinus als Professor an der Universität wirkte. In der Ehe traten schon bald Probleme auf, wofür teils die lange Zeit angespannte finanzielle Lage, teils Annas Unerfahrenheit, teils auch der Charakter Sabinus’ verantwortlich gemacht wurden. Melanchthon, der sich in vielen Briefen an Vertraute zu der Angelegenheit äußerte, wurde durch Schuldgefühle in tiefe Krisen gestürzt; 1543 wünschte er sich den Tod und dachte im folgenden Jahr sogar an Selbstmord. Auch eine Scheidung wurde erwogen. Im Januar 1544 verschaffte Melanchthon seinem Schwiegersohn durch einen Empfehlungsbrief einen Ruf als Gründungsrektor der Albertus-Universität Königsberg. Dort starb Anna Sabinus im Februar 1547 nach der Geburt ihres sechsten Kindes Albert.
Zur Geburt ihres ersten Kindes kehrte Anna schon 1537 vorübergehend in ihr Elternhaus zurück und hielt sich auch später mit ihren Kindern oft dort auf. Die 1539 geborene zweite Tochter Katharina blieb in Wittenberg, als das Ehepaar Sabinus 1544 nach Königsberg zog. Auch die weiteren vier noch lebenden Kinder Anna, Sabina, Martha und Albert holte Melanchthon nach dem Tod seiner Tochter nach Wittenberg.
Barbara Becker-Cantarino bezeichnete Anna Melanchthon als „Beispiel dafür, wie Frauen von dem Humanistenideal und -beruf ausgegrenzt wurden.“